# Enzo Missione Spose
Enzo Missione Spose è un programma televisivo italiano di genere docu-reality a puntate, in onda da maggio 2014 su Real Time con la conduzione di Enzo Miccio.

## Programma
In ogni puntata il conduttore incontra le promesse spose attraversando l'Italia con un tir che contenente oltre 200 modelli di abiti da sposa. Il wedding planner consiglia le ragazze nella scelta dell'abito giusto, ospitandole nei vari alberghi presenti nelle città in cui approda.